# Demonax recurvus
Demonax recurvus är en skalbaggsart som beskrevs av Aurivillius 1924. Demonax recurvus ingår i släktet Demonax och familjen långhorningar.
Artens utbredningsområde är Filippinerna. Inga underarter finns listade i Catalogue of Life.